# アードウルフ
アードウルフ (Proteles cristatus) は、哺乳綱食肉目ハイエナ科アードウルフ属に分類されるハイエナ。現生種では本種のみでアードウルフ属を構成する。ツチオオカミとも称される。

## 分布
アンゴラ、ウガンダ、エジプト、エスワティニ、エチオピア、エリトリア、ケニア、ザンビア、ジンバブエ、スーダン、タンザニア、ナミビア、ボツワナ、南アフリカ共和国、モザンビーク、レソト

## 形態
頭胴長（体長）55–80センチメートル。尾長20–30センチメートル。体高45–50センチメートル。体重8–14キログラム。ハイエナ科においては最小種であり、全身は長くて粗い上毛と柔らかい下毛で被われる。頚部から尾基部にかけての体毛は、鬣状に伸長する。
毛衣は灰色や黄灰色、黄褐色や黄白色、赤褐色。胴体には黒い横縞が入る。四肢にも不規則に暗色の横縞が入り、指趾に近い縞ほど黒みが強い。
耳介は細長く、先端が尖る。臼歯は貧弱で歯の隙間も大きく、成獣では24本まで抜け落ちる個体が多い。前肢の指は5本。

## 分類
以前は独立した科Protelidaeとする説もあったが、ハイエナ科との差異は亜科程度とされている。
種名の綴りはProteles cristataとされることもあるが、Werdelin et al. (2021) によるとProteles cristatusが正しいとされている。

## 生態
草原やサバンナ、低木林などに生息する。単独で生活し、0.5-2平方キロメートルの縄張りを形成するが、家族群と思われる群れの発見例があるほか、獲物が少ない時期には同じ場所で複数個体が採食を行うこともある。蟻塚の周辺にある草の茎などに肛門腺からの分泌腺をつけ、縄張りを主張する。
夜行性で、昼間は巣穴で休む。巣穴は岩の隙間や自分で掘った穴のほか、ツチブタやトビウサギの古巣を用いることもある。縄張り内に侵入した個体に対しては、全身の毛を逆立てたり、声を上げて争ったりする。
食性は動物食で、主にシロアリを食べるが、昆虫、鳥類の雛、小型哺乳類、動物の死骸を食べることもある。シロアリが採食する音を頼りに探し、兵アリが発する化学物質も感知すると考えられている。窪みを掘って糞を排泄し、その上に土を被せる。
繁殖形態は胎生で、妊娠期間は90-110日。春季から夏季に1回に2-4頭の幼獣を産む。幼獣は6-8週間は巣穴で生活し、母が採食のために巣穴を離れると父が巣穴に残る例もある。生後3か月でシロアリを食べられるようになる。

## 人間との関係
家畜を襲う害獣と誤解されることもある。
食用や毛皮目的の狩猟、害獣としての駆除などにより、生息数は減少している。

## 画像

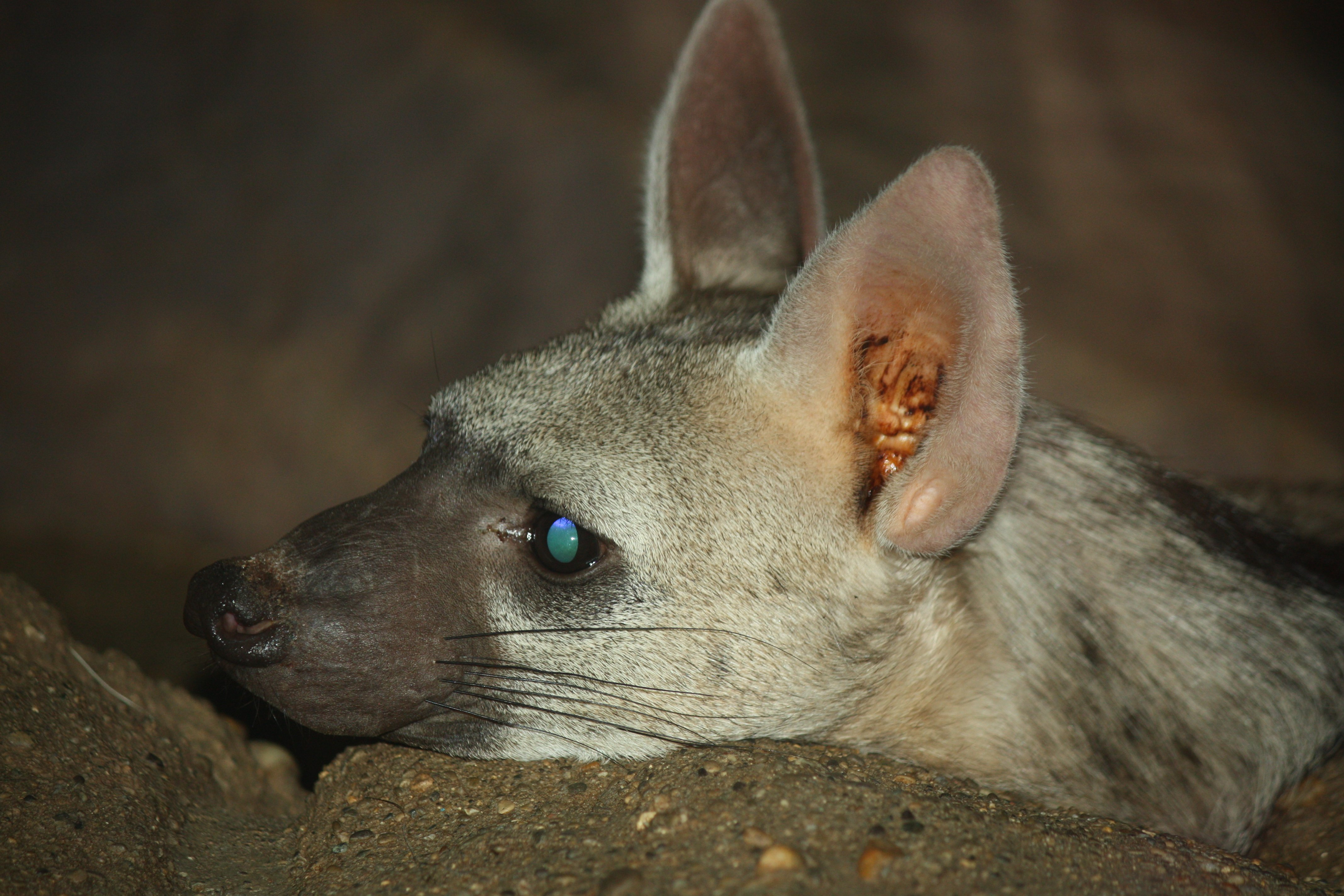
頭部